# ハッランド県

ハッランド県
Hallands län

ハッランド県（ハッランドけん、Hallands län [ˈhǎlːan(d)s ˈlɛːn]）は、スウェーデン南西部の県で、略号はN。県庁所在地はハルムスタッド(Halmstad)市。県の面積は5454平方キロメートルで、2017年現在の人口は32万3729人。西部はカテガット海峡に面し、対岸はデンマークのユトランド半島である。
ハッランド県の経済はここ数十年、特に1970年代にめざましく発展した。県における農林業就業者の数は、他県同様少なくなりつつあるものの、良好な自然条件のおかげで、県産業における農林業の果たす役割はいまだに大きい。農業以外の産業では製造業、食品関連業があり、農林業に比べて相対的に従事する者が多い。
県下のヴァールベリ市には商品の積み出し、原料を搬入を行う港があるだけではなく、スウェーデン最大の原子力発電所（リングハルス原子力発電所）がある。
県庁所在地のハルムスタッドにはハルムスタッド大学(Högskolan i Halmstad)がキャンパスを置いている。

## 市
ハッランド県には6の市がある。
- ファルケンベリ (Falkenberg)
- ハルムスタッド (Halmstad)
- ヒュルテ (Hylte)
- クングスバッカ (Kungsbacka)
- ラーホルム (Laholm)
- ヴァールベリ (Varberg)

|                          |
| ハッランド県下の市の位置 |